# Frente de Libertação Nacional Socialista
A Frente de Libertação Nacional Socialista (NSLF) foi criada em 1969 como a ala jovem do Partido Nazi Americano. Em 1974, foi reconstituída como uma organização neonazista separada depois que seu líder Joseph Tommasi foi expulso do partido.

## História
A NSLF foi criada em 1969 por Joseph Tommasi, com o apoio de William Luther Pierce, como uma organização revolucionária baseada no campus para competir com grupos militantes da Nova Esquerda.

#### Expulsão de Joseph Tommasi
Após o assassinato de George Lincoln Rockwell, líder do Partido Nazista Americano, em 1967, o partido entrou em uma situação de crise e Joseph se viu várias vezes em desacordo com Matthias Koehl, sucessor de Rockwell. Koehl, fiel seguidor da ideologia de Adolf Hitler, opunha-se aos hábitos pessoais de Joseph, que considerava contrários ao pensamento nazista, como usar cabelo comprido, ouvir rock, fumar maconha e fazer sexo regularmente com a namorada na sede do partido.
A NSLF foi reconstituída como uma nova organização em 2 de março de 1974, rompendo com a tradição nazista, evitando usar os uniformes de camisa marrom e abandonando as tentativas de criar um "movimento de massa" de apoiadores para ganhar o poder por meios legais. Em vez disso, Tommasi argumentou que era melhor para pequenos grupos de "revolucionários nacional-socialistas" se armarem e conduzirem uma guerra de guerrilha.